# 崩れる脳を抱きしめて
崩れる脳を抱きしめて（くずれるのうをだきしめて）は知念実希人による日本の医療・恋愛ミステリ小説。表紙イラストは、イラストレーターげみが担当。2017年9月15日に実業之日本社から刊行。
2018年第8回広島本小説部門大賞、2018年度沖縄書店大賞受賞、2018年本屋大賞第8位。

## あらすじ
広島から神奈川県葉山の富裕層向け病院に地域医療の実習に来た研修医の碓氷蒼馬は、脳に爆弾を抱えると自称する女性、弓狩環（ユカリ）と出会う。ある理由で外の世界に怯えるユカリと、多額の借金を抱え苛まれる碓氷。回診後の待機時間にユカリの病室で碓氷が勉強することをユカリから院長の許可を取り、長時間接することで次第に心を通わせていたが、親しくしてくれたお礼にとユカリが遺産の一部を贈りたいと申し出ると碓氷は固辞し、回診後も病室に残ることはせず一時疎遠になったが、朝霧由に指摘され、ユカリと和解した。ユカリは碓氷とともになら病院から外出もできるようになった。碓氷の身の上話を聞き、母親の誕生日のために一度福山の実家へ帰ったときに、父親に関するものの写真を撮ってきてもらい、父親の失踪の真相解明と家族宛に遺していた物を碓氷に伝える。
葉山の岬病院での1ヶ月間の病院実習を終え、広島の病院へ帰った碓氷、手紙を送られても読めないとユカリに言われていたが、それでもユカリへの想いを断ち切れずに何通か手紙を書いたが返信は皆無だったため、意を決して葉山へ行こうと準備していた矢先に、弁護士の箕輪が訪ねてきて、弓狩環の遺産受取の可否を問われ、弓狩環の死を知る。さらに、葉山の岬病院ではなく横浜で死んだという。彼女は本当に死んだのだろうか、病院から外出するのを怯えたのに死んだのが外出中の横浜であるのはどうしてか、碓氷はユカリの死を疑問に思い、手がかりを得に予定通り葉山の岬病院へ行く。
院長やスタツフ、入院患者の内村から、君は弓狩環は診察していない、弓狩環は君が来る前も頻繁に外出していた、3階のユカリがいた病室は何ヶ月も空室のままだった、ユカリの病室での勉強は君が言い出したことだ、ユカリとは精神的に病んでいた君の脳内で診察していた幻の患者なのではと一蹴された。最後の望みをかけて弓狩環のカルテを見せてもらうと院長や非常勤医師のみの診察記録が記載され碓氷の書き込みは全く無かった。
納得できずにユカリのいた病室を細かく見てみると、ユカリが残していた絵を発見した。その後、弓狩環が死去した横浜を彷徨い情報を集め、弓狩環は横浜の法律事務所で新しく遺言書を作成していたことを知り、弓狩環の倒れた場所の近くでそれを探しあてた。直後に弓狩環の命を狙っていた箕輪に襲われたが、空手で反撃し叩きのめした。遺言書を見つけたことで弓狩環に関することは解決したようにみえたが、弓狩環の病状とユカリと接したときの違和感から、医学生時代から憧れていた脳外科医となる道を諦め、再度葉山の岬病院に行き、保管されていたある患者のカルテを読み、真相を院長に問い、それを証明するべくある病院に向かう。

## 病院
葉山の岬病院
神奈川県葉山町の海沿いに建つ全個室の富裕層向け療養病院で、終末医療のホスピスも兼ねる。「できるかぎり患者の要望を聞く」をモットーとしており、相応のお金を払えば、病院内での飲酒、患者やその家族が希望すれば、奇抜なヘアスタイル、偽名などなんでも許可している。3階建てで研修医としての碓氷は3階の患者12人を任されていた。カルテは電子化されておらず、手書きの紙カルテである。美容師の経験を持つ看護師もいる。非常勤でリハビリ科や皮膚科、精神科の医師も勤務している。

広島中央総合病院
広島市の平和公園近くに位置する。碓氷と榎本が研修医として所属する総合病院。多くの研修医がいる。精神科はあるものの閉鎖病棟は無く、近隣の病院での研修となる。

みなとみらい臨海総合病院
横浜市内で倒れた弓狩環が搬送された病院であり、弓狩環が葉山の岬病院へ入院する前に入院していた病院でもあった。

丘の上病院
長野県の小さな街にある洋館でゴールデンレトリバーがいる。

## 登場人物
碓氷 蒼馬（うすい そうま）
この物語の主人公。広島中央総合病院から葉山の岬病院に地域医療実習へと来た男性研修医。幼少期は広島市内の一軒家に住んでいたが、アンティーク家具を輸入する会社を経営していた父親が会社の金を持ち逃げした上、愛人と失踪し翌年に山中で死亡、残された家族は借金を抱えることになり家を売り、親類の所有する福山市内のマンションを格安で借りている。地域医療実習では福山近辺の病院を希望していたが、広島中央総合病院の内科部長により葉山の岬病院に行かされることとなった。自身の奨学金を含め多額の借金を抱えており、周囲からも金への執着心を心配されるほどであった。医学生時代は将来を見越して脳外科医の教授が顧問をしている空手部に入り、主将まで上り詰めた。福山の実家には母と高校生の妹が住んでいる。

弓狩 環（ゆがり たまき）
葉山の岬病院の入院患者。脳腫瘍、グリオブラストーマを患う28歳女性。前年の3月に発症、腫瘍が脳幹部に浸潤しているため手術不可能と診断され同年7月から終末医療を行う為に葉山の岬病院に入院している。両親を幼少期に亡くし、引き取った祖父母が資産家であったが、祖父母も3年前に相次いで亡くなったため遺産である大金を持つことになった。最後に遺産を使い贅沢をしようとバス・トイレキッチン完備の312号室（ユカリ本人は「ダイヤの鳥籠」と言う）に入院。病気発症前に遺産を狙う遠い親戚に明確に命を狙われ、病院から出ることに恐怖を感じている。病院内では濁らない「ユカリ」と呼ぶように頼んでいる。黒髪で長髪の髪型。絵を描くのが趣味。

朝霧 由（あさぎり ゆう）
葉山の岬病院の入院患者。年齢も近いので弓狩環の親友。両親と同乗中の車がトラックと正面衝突の交通事故により外傷性くも膜下出血の後遺症で脳動脈溜を持っており、左右の目の動きが少しずれている。交通事故により両親は死亡し、遺産や保険金などで弓狩環と同じような境遇になり、同時期に葉山の岬病院に入院した。ベリーショートに派手な色の頭髪にしている。

梅沢 ハナ（うめざわ はな）
葉山の岬病院の入院患者。話し好きの90歳を過ぎている女性。入院中に心停止になり、碓氷は蘇生治療をしようとしたが、事前に蘇生措置拒否を申し出ていることを看護師長に聞かされ、安らかに逝く。遺体は甥と葬儀社が引き取りに来て、甥から感謝の意を伝えられる。

内村 吾平（うちむら ごへい）
葉山の岬病院の入院患者。80歳を超えていて脊髄損傷で半身麻痺のため車椅子を使用しているが話し好きで若々しい。許可を得て院内で飲酒やプライベートシアター設置している。この病院は、相応の金を払えば、意識のないまま入院させ見舞いに訪れる必要もない「高級うばすてやま」であると揶揄している。弓狩環のことを調べに葉山の岬病院に戻ってきた碓氷に「この病院や院長を信用するな」と独り言のように言った

院長
葉山の岬病院の院長で、唯一の常勤医。長身の中年男性で白髪の目立つ髪。ゴールデンレトリバーを飼う丘の上病院の院長と知り合い。広島中央総合病院の内科部長に若い頃世話になっており、地域医療の実習先として登録を頼まれたときに引き受けたという。

看護師長
アゴ周りの肉が多い恰幅の良い女性。

榎本 冴子（えのもと さえこ）
碓氷蒼馬の医学生時代からの元恋人。同じ広島中央総合病院で研修医をしている。ある日突然碓氷に別れを告げたが、別れた後も肉体関係を持つなど、付き合いはほとんど変わっていなかった。元から広島弁を話すが老健施設での研修後に広島弁がきつくなった。

箕輪章太（みのわ しょうた）
中年の男性弁護士で、弓狩環の遺産受取の可否を訪ねに広島まで来た。実は、弓狩環の命を狙っていた遠縁の親戚張本人であり、遺産の一部を碓氷に、残り全てを箕輪に送るという遺言書作成に同意をしていたが、弓狩環の死後に牧島から新しい遺言書があると聞かされ、牧島の情報を与えた上で碓氷を泳がすことで新しい遺言書を入手しようとした。

牧島 次郎（まきしま じろう）
初老の男性弁護士で、弓狩環が新しく遺言書を書いた横浜市内の法律事務所を経営。

南部 昌樹（なんぶ まさき）
みなとみらい臨海総合病院の脳神経外科医、40歳前後で無精髭を生やしている。横浜市内で倒れて搬送された弓狩環を診た医師であり、葉山の岬病院へ転院する前の主治医でもあったが、入院時と搬送されてきたときとでは外観が変わっていて驚いたと語った。脳神経外科の若手医師が冴子と知り合いとのことで紹介された。

## オーディオブック版
audiobook.jp配信
2019年6月23日より配信開始された。
- 碓氷蒼馬 - 金本涼輔
- 弓狩環 - 渕上舞
- 朝霧由 - 南早紀
- 榎本冴子 - 山名枝里子
- 院長 - ボルケーノ太田
- 母 - 五十嵐愛子
- 恵 - 石川朋
- 箕輪章太 - 五味洸一
- 南部昌樹 - 河崎文亮
- 牧島次郎 - 浅科准平
- マスター - 田所陽向

kikubon配信
2021年1月19日より配信開始された。浅井晴美による全編朗読。

## 書籍情報
- 知念実希人『崩れる脳を抱きしめて』実業之日本社、2017年9月15日。ISBN 978-4-408-53714-6。
- 知念実希人『崩れる脳を抱きしめて（文庫）』実業之日本社〈実業之日本社文庫〉、2020年10月25日。ISBN 978-4-408-55619-2。